# Dimethylcarbamothiochlorid
Dimethylcarbamothiochlorid ist eine chemische Verbindung und ein Analogon zu Dimethylcarbamoylchlorid.

## Gewinnung und Darstellung
Dimethylcarbamothiochlorid wurde erstmals von O. Billeter durch die Reaktion von Thiophosgen mit Dimethylamin synthetisiert. Bei dieser Reaktion werden äquimolare Mengen Chlorwasserstoff frei.

## Eigenschaften

### Physikalische Eigenschaften
Dimethylcarbamothiochlorid hat einen Flammpunkt von 98 °C.

### Chemische Eigenschaften
Dimethylcarbamothiochlorid reagiert als Kohlenstoff-Elektrophil.

## Handelsnamen
Stugeron.